# Chuang Chia-chia
Chuang Chia-chia, née le 13 mai 1989 à Taoyuan, est une taekwondoïste taïwanaise concourant dans la catégorie des -62 kg puis des -67 kg. Depuis 2017, elle sert en tant que directrice du Département des sports de Taoyuan.

## Jeunesse
Elle fait ses études à l'Université nationale de Taïwan.

## Carrière
Chuang Chia-chia fait ses débuts au niveau mondial aux Championnats d'Asie de taekwondo 2010 à Noursoultan (Kazakhstan), elle remporte le match pour la médaille de bronze.
Lors de ses premières Universiade en 2011 à Shenzhen (Chine), Chuang Chia-chia remporte le titre chez les -72 kg. À ces premiers Championnats du monde en 2013 à Puebla, elle perd en finale face à la Française Haby Niaré.
Aux Jeux asiatiques de 2014 à Incheon (Corée du Sud), elle est éliminée en demi-finale par la Chinoise Zhang Hua. Elle est aussi médaillée d'or aux Championnats asiatiques face à la Chinoise Xu Hong. L'année suivante, elle rafle l'argent en -67 kg aux Universiade à Gwangju. Déclarée championne du monde aux Mondiaux 2015, elle bat en finale la Turque Nur Tatar en -67 kg.
Qualifiée pour les Jeux olympiques d'été de 2016, elle est battue en quart de finale par la Coréenne Oh Hye-ri (future championne olympique). Repêchée, elle bat la Canadienne Melissa Pagnotta avant de perdre le match pour la médaille de bronze face à la Turque Nur Tatar, qu'elle a battue l'année précédente aux Mondiaux,.
En 2017, aux Universiade organisée dans son pays natal, elle décroche l'argent, battue en finale par la Coréenne Kim Jan-Di (7-14), alors qu'elle est blessée à la cheville. Le 3 octobre, elle est exclue de toute compétition pour deux ans après avoir raté trois tests antidopage dans l'année : le 17 mai, le 27 juillet et le 15 septembre. Elle accuse une « négligence administrative », déclarant n'avoir pas été mise au courant de ces tests pas l'agence mondiale antidopage. Elle dépose une pétition auprès de la Fédération mondiale de taekwondo en décembre 2018.

## Palmarès
| Date | Compétition           | Lieu           | Place   | Épreuve |
| ---- | --------------------- | -------------- | ------- | ------- |
| 2010 | Championnats d'Asie   | Noursoultan    | 3e      | -67 kg  |
| 2010 | Jeux asiatiques       | Canton         | Qualif. | -67 kg  |
| 2011 | Championnats du monde | Gyeongju       | Qualif. | -73 kg  |
| 2011 | Universiade           | Shenzhen       | 1re     | -73 kg  |
| 2013 | Championnats du monde | Puebla         | 2e      | -67 kg  |
| 2014 | Open du Canada        | Montréal       | 1re     | -67 kg  |
| 2014 | Championnats d'Asie   | Tachkent       | 1re     | -62 kg  |
| 2014 | Jeux asiatiques       | Incheon        | 2e      | -62 kg  |
| 2015 | Championnats du monde | Tcheliabinsk   | 1re     | -67 kg  |
| 2015 | Universiade           | Gwangju        | 2e      | -67 kg  |
| 2016 | Championnats d'Asie   | Manille        | 1re     | -67 kg  |
| 2016 | Jeux olympiques       | Rio de Janeiro | Qualif. | -67 kg  |
| 2017 | Championnats du monde | Muju           | Qualif. | -67 kg  |
| 2017 | Universiade           | Taipei         | 2e      | -37 kg  |